# 海軍大佐
海軍大佐（かいぐんたいさ、英語: Captain）は、海軍の大佐。海軍中佐の上、海軍少将、海軍准将、海軍代将または海軍上級大佐の下。

## 「キャプテン」の系譜
イギリス海軍において、日本の「海軍大佐」（一等海佐）に相当する階級が「キャプテン」（captain）である。これは、階級制度が整備される以前のイングランド王国海軍では配置を基準として海軍士官の補職を行っており、後に配置と階級のヒエラルキーが整合されるようになっても、その時代の配置名がそのまま階級の呼称として残されたものである。
元来、キャプテンとは国王の兵士を率いて乗船した指揮官であり、遅くとも1442年には大型の各艦に配置されるようになっていたが、戦時の各艦に必ず配置されたかは不明確であった。この時期、軍艦の運航と安全に関して全責任を負うのは艦艇に乗り組む武官（sea officer）の最上位にあたる船長（master）であって、騎士階層出身の戦士であるキャプテンは船の行動についてマスターを指揮した一方、船舶運航と安全については口を出さなかった。その後、艦砲の発達とともに水夫が兵士を兼ねた水兵となり、また操艦が戦闘を左右するようになったこともあってマスターとキャプテンの役割が融合し、キャプテンが船の運航までを一元的に指揮する「艦長」となった。このような変化はおおむねエリザベス朝ごろに始まったものとみられている。
17世紀なかばに戦闘艦の等級制度が整備されると、6等艦以上でマスターが配置される艦を「ポストシップ」、その艦長を慣例的に「ポスト・キャプテン」と称した。18世紀初頭から先任序列の概念が芽生え、階級意識の醸成へとつながっていった。1748年に初めて士官服装規則が制定されるにあたって陸海軍士官の階級の整合が図られ、ポスト・キャプテンの勤務年限3年以上の者を陸軍大佐と同等、それ以下は陸軍中佐相当とし、両者の制服に明確な差異を施したが、この区別は階級制度への移行期における過渡期的な現象であった。またこの時期には「ポスト・キャプテン」という呼称が廃れかけたものの、後に将官（提督）の参謀として旗艦に乗艦するキャプテンを「フラッグ・キャプテン」と称するようになると、これとの区別のために再び用いられるようになった。しかし組織の複雑化に伴い、このような配置を基準とした補職の弊害が顕在化したことから、1860年6月9日、海軍本部評議会は、階級を基準とした補職への移行を決定した 。
なお階級制度への移行期にあたるナポレオン戦争期を扱ったホーンブロワーシリーズを翻訳するにあたり、「ポスト・キャプテン」については、高橋泰邦は「勅任艦長」、菊池光は「海佐」という造語をあてている。

### 各国の例
- アメリカ合衆国海軍・アメリカ合衆国沿岸警備隊・アメリカ合衆国海洋大気庁士官部隊・アメリカ合衆国公衆衛生局士官部隊・イギリス海軍・カナダ海軍英語・オーストラリア海軍・ニュージーランド海軍：Captain
- フランス海軍・カナダ海軍フランス語・ベルギー海軍フランス語：Capitaine de vaisseau（戦列艦艦長）
- イタリア海軍：Capitano di vascello（戦列艦艦長）
- スペイン海軍・メキシコ海軍・アルゼンチン海軍・チリ海軍・コロンビア海軍・ベネゼエラ海軍・キューバ海軍：Capitán de navío
- ポルトガル海軍：Capitão de mar e guerra
- ドイツ海軍（連邦軍、国家人民軍、国防軍）：Kapitän zur See
- オランダ海軍・ベルギー海軍オランダ語：Kapitein ter Zee
- ロシア海軍（ソビエト連邦海軍）：Капитан 1-го ранга
- ウクライナ海軍：Капітан I рангу
- ブルガリア海軍：Капитан I ранг
- エストニア海軍：Mereväekapten
- 幕府海軍：軍艦頭[11][注 3]

## 「コマンダー」の系譜

### 各国の例
- ルーマニア海軍：Comandor - ルーマニア空軍も海軍式呼称を採る
- デンマーク海軍：Kommandør
- ノルウェー海軍：Kommandør[12]
- ポーランド海軍：Komandor[13]
- スウェーデン海軍：Kommendör[14]
- フィンランド海軍：Kommodori[15]

## 律令に由来する系譜

### 日本
- 大日本帝国海軍：海軍大佐

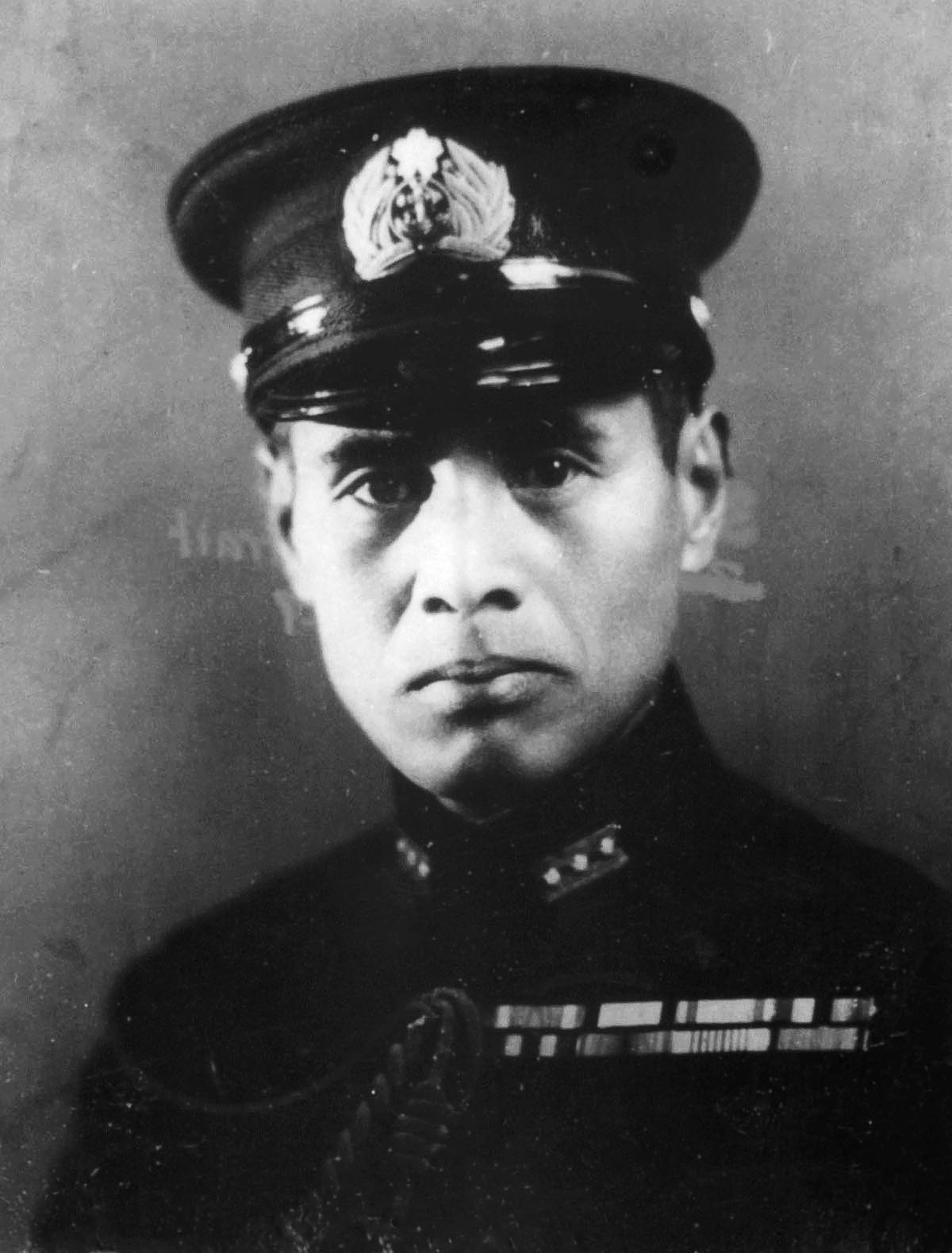
源田實海軍大佐（後に大将相当の航空幕僚長）

- 海上警備隊（警備隊）：一等海上警備正（一等警備正）
- 海上自衛隊：一等海佐

### その他の漢字圏
- 朝鮮人民軍海軍：상좌（上佐）
- ベトナム人民海軍：Thượng tá（上佐）
- 中華民国海軍・中国人民解放軍海軍：上校
- 大韓民国海軍：대령（大領）